# Östlicher Graukehl-Nachtaffe
Der Östliche Graukehl-Nachtaffe (Aotus trivirgatus) ist eine Primatenart aus der Gruppe der Nachtaffen (Aotidae).

## Merkmale
Östliche Graukehl-Nachtaffen sind wie alle Nachtaffen relativ kleine Primaten mit großen, an die nachtaktive Lebensweise angepassten Augen. Mit rund 0,8 Kilogramm sind Männchen etwas größer als Weibchen, die 0,7 Kilogramm auf die Waage bringen. Ihr Fell ist am Hinterkopf, am Rücken und an der Außenseite der Gliedmaßen graubraun gefärbt, der Bauch und die Innenseite der Gliedmaßen sind rötlich-braun. Die braunen Augen sind von weißen Feldern umgeben, entlang des Kopfes ziehen sich drei dunkle Streifen, jeweils einer außerhalb eines jeden Auges und einer über die Stirn bis zur Nase. Der hintere Teil des langen Schwanzes ist dunkel gefärbt.

## Verbreitung und Lebensraum

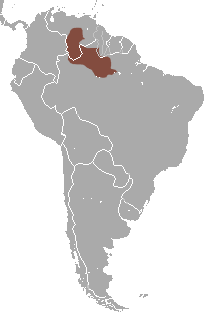
Das Verbreitungsgebiet des Östlichen Graukehl-Nachtaffen

Östliche Graukehl-Nachtaffen bewohnen das südliche Venezuela (südlich des Orinoco) und das nördliche Brasilien, wo der Rio Negro und der Amazonas die Südgrenze ihres Verbreitungsgebietes bilden. Ihr Lebensraum sind Wälder, wobei sie in verschiedenen Waldtypen vorkommen können.

## Lebensweise
Wie alle Nachtaffen sind sie nachtaktiv und halten sich meist in den Bäumen auf. Dort bewegen sie sich auf allen vieren und springend fort. Zum Schlafen ziehen sie sich in Baumhöhlen oder Pflanzendickichte zurück. Sie leben in monogamen Familiengruppen von zwei bis fünf Tieren und bewohnen feste Reviere, die sie gegenüber Artgenossen verteidigen.
Die Hauptnahrung dieser Tiere besteht aus Früchten, daneben fressen sie auch Blätter und Insekten. Durch ihre nachtaktive Lebensweise vermeiden sie Konkurrenz zu tagaktiven, dominanteren Arten.
Nach einer rund 130-tägigen Tragzeit bringt das Weibchen meist ein einzelnes Jungtier zur Welt, Zwillinge sind selten. Nach der ersten Lebenswoche übernimmt der Vater die Hauptverantwortung für das Junge, er trägt es, schläft bei ihm und übergibt es der Mutter nur zum Säugen. Nach rund drei Jahren tritt die Geschlechtsreife ein.

## Gefährdung
Östliche Graukehl-Nachtaffen bewohnen ein relativ großes, dünn besiedeltes Gebiet. Mancherorts leiden sie an der Zerstörung ihres Lebensraums, insgesamt ist die Art aber häufig und laut IUCN „nicht gefährdet“ (least concern).

## Systematik
Der Östliche Graukehl-Nachtaffe ist eine von 10 bis 13 Arten der Nachtaffen, die heute unterschieden werden. Er wird innerhalb der Nachtaffen zum nördlichen Artenschwarm gerechnet, der die nördlich des Amazonas lebenden Tiere zusammenfasst. Bis in die 1980er-Jahre wurden alle Nachtaffen noch zu einer Art zusammengefasst, die ebenfalls den wissenschaftlichen Namen Aotus trivirgatus trug.